# Lance-grenades Type 89 50 mm
Le  lance grenades Type 89   (八九式重擲弾筒, Hachikyū-shiki jū-tekidantō) était une pièce d'artillerie légère d'infanterie à tir courbe utilisée par l'Armée impériale japonaise durant la Seconde guerre mondiale. Il était aussi désigné, à tort, par les militaires américains "knee mortar" (mortier de genou) en raison de son socle concave et d'une erreur de traduction. La dénomination  Type 89 indique que cette pièce d'artillerie a été adoptée par l'Armée en l'an 2589 du calendrier japonais soit 1929 du calendrier grégorien.

## Historique
L'Armée impériale japonaise  nota que lors de combats rapprochés, son infanterie avait un manque entre la portée effective de la grenade à main et la capacité de soutien  de l'artillerie de campagne. De ce fait, elle étudia une solution pour permettre aux fantassins d'être autonomes et d'avoir une capacité offensive plus grande en situation de combat rapproché de type urbain, de tranchée ou dans la jungle.
La solution fut donc l'adoption du lance-grenade qui fournirait à l'infanterie un support mobile, polyvalent pouvant être mis en action au plus près des lignes ennemis, là où les mortiers et canons de campagne ne pouvaient intervenir. Cette  arme fut donc rapidement intégrée aux unités d'infanterie japonaise avec beaucoup d'efficacité. La puissance de feu fournie se révèle relativement élevée en comparaison du poids de la pièce et des servants entrainés compensent sans difficultés le manque de précision de la mise à feu.

## Conception
Le Type 89 entra en service en 1929 et diffère de ses prédécesseurs, les lance-grenades Type 27 (1894) et Type 10 (1921) par son canon rayé, améliorant la précision.
Le Type 89 se compose d'un canon de 25,4 cm de long  pour 50 mm de diamètre vissé sur un tube formant un pied et se terminant par un socle concave de petite dimension, l'ensemble  mesurant environ 60 cm de haut pour 4,7 kg. 

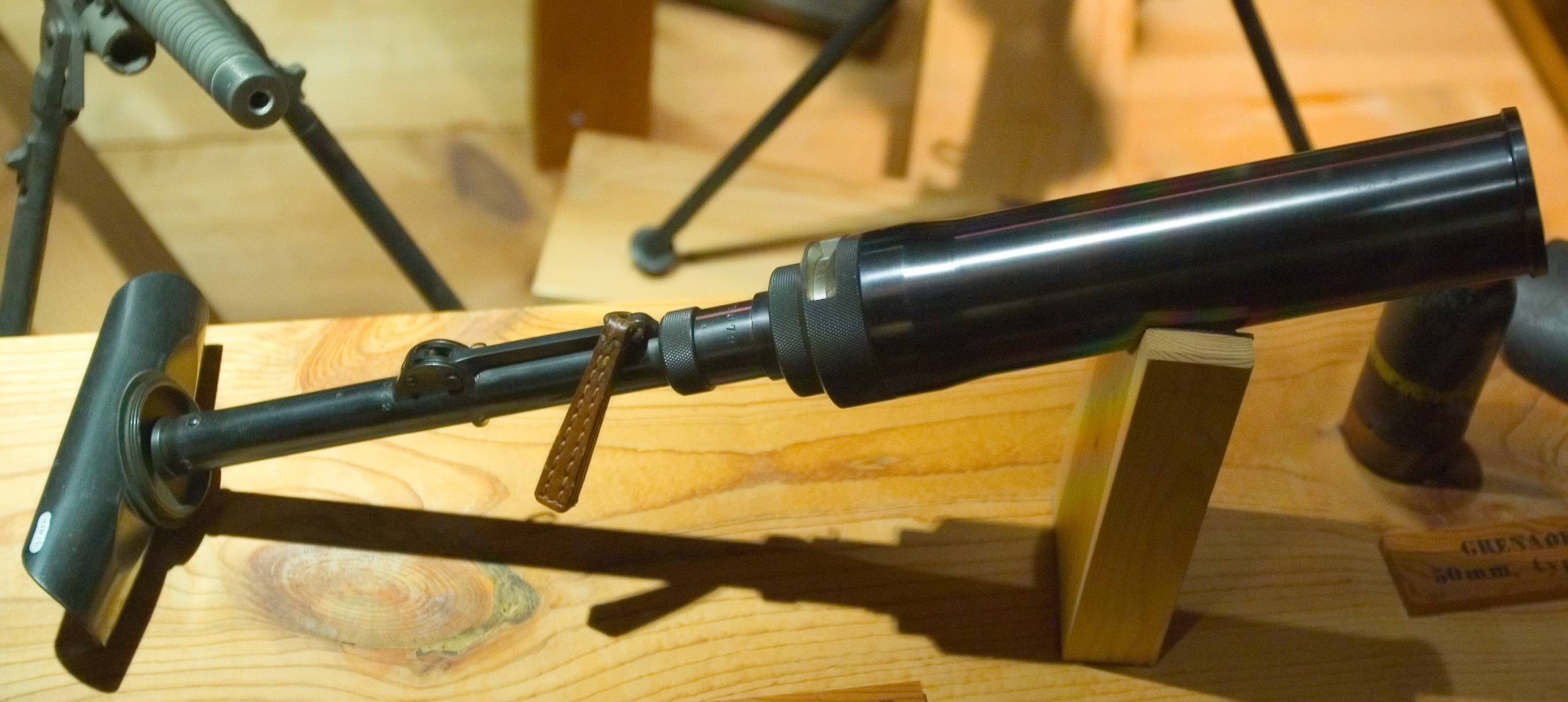
Type 89 au musée de l'US Army de Honolulu (Hawaï)

À la jonction du canon et du pied se trouve sur la partie droite du bouchon, une petite molette crantée. Ceci permet en la dévissant ou vissant d'ajuster la portée du tir. Le pied est fait d'un tube abritant un vérin à vis sur laquelle le mécanisme de mise à feu coulissait le long d'une fente. Ce mécanisme était constitué d'un bloc triangulaire avec un levier, servant de gâchette, qui devait être rabattu vers l'arrière pour actionner le percuteur à l'intérieur du tube. Pour faciliter sa préhension, le levier était relié à une lanière de cuir.
Le long de la fente du pied se trouvait 2 échelles graduées : sur la gauche était indiquée une échelle de correspondance de distance pour tirer un obus Type 89 graduée de 120 à 650 m. Sur la droite, l'échelle pour tirer une grenade Type 91 graduée de 40 à 190 m.Le réglage de la portée désirée pour chaque projectile est obtenue en tournant la molette crantée. Cette molette entrainait par engrenage la vis déplaçant le bloc de mise à feu en haut ou bas le la long de la fente du pied. Le bout de la vis débouchait au centre du culot du canon et montait ou descendait le percuteur en fonction du réglage, réduisant ou non l'espace de combustion des gaz. 

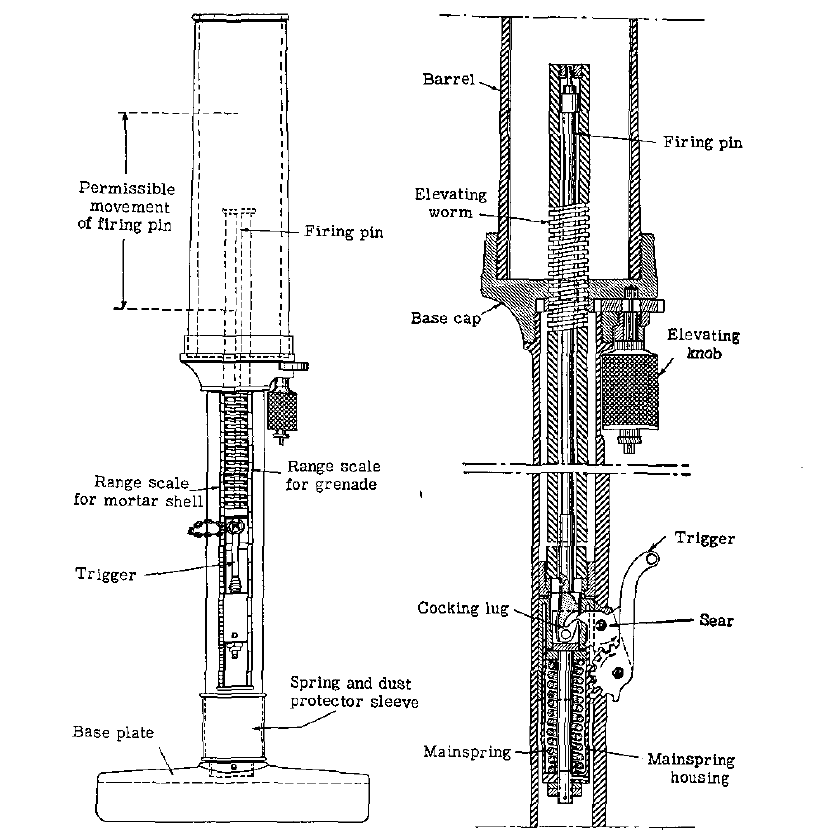
Schéma de coupe du mécanisme du Type 89

Lorsque la distance était réglée jusqu'à sa position minimale : le bloc de mise à feu était tout en haut du tube et par conséquent le percuteur était à sa position la plus élevée dans le canon, c'est-à-dire à 6 cm du bord de la bouche du canon. À l'inverse, si on réglait la distance maximale, le percuteur était tout au fond du tube, c'est-à-dire à 25 cm du bord de la bouche du canon. Ce réglage était le seul possible pour ajuster la distance. Le lanceur était toujours positionné à 45°, il semble que les derniers modèles de Type 89 furent équipés de niveau à bulle pour faciliter le positionnement à 45°.Le socle concave était conçu pour poser le lanceur sur une base solide : sur le  sol, sur une souche ou encore un tronc d'arbre. À noter, qu'en cas d'urgence le lanceur pouvait être placé horizontalement en appui sur un mur ou un arbre. Les soldats, en variant les distances, étaient alors capables d'engager de multiples cibles en tirant à travers une seule petite trouée dans la canopée. Cette méthode était aussi efficace à partir de tranchées ou d'une ouverture dans un bâtiment.
À portée minimale, du fait de l'emplacement du percuteur qui bloquait la descente du projectile, il y avait beaucoup de place pour l'expansion des gaz de combustion afin de réduire la pression : le projectile était expulsé avec moins de vitesse donc moins loin. À portée maximale, la pression était beaucoup plus élevée et conférait une vitesse plus grande au projectile. À noter que même à sa portée maximale, la vitesse à la sortie de la bouche était relativement lente pour une pièce d'artillerie : le projectile mettait 13 s pour parcourir les 650 m.
Le pointage de l'arme était facilité par un viseur, un V au sommet du canon qu'il fallait aligner avec sa cible. Le servant pouvait tirer en position couché ou avec un genou à terre en tenant l'arme selon l'angle requis et en positionnant le socle sur une base solide absorbant le recul. Bien que le lanceur Type 89 pouvait être manipulé par un seul homme, il était généralement servi par 3 soldats poussant alors la cadence de tir à 25 coups par minute.

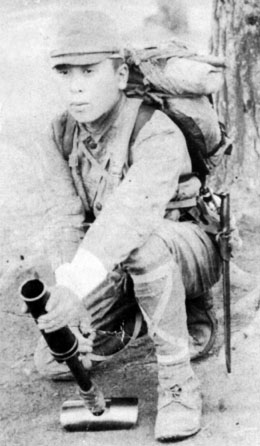
Position de tir à genou avec un Type 89
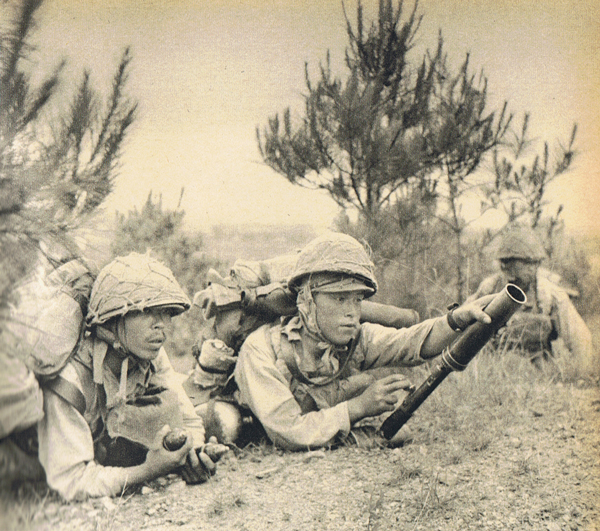
Position de tir couché avec un Type 89

Pour le transport, un manchon de toile venait protéger le pied du lanceur et son mécanisme de la poussière. Le lanceur pouvait recevoir un bouchon de cuir ou être transporté dans un sac de toile.

## Munitions
Le Type 89 pouvait utilisé 2 modèles de grenades et d'obus : La grenade Type 91, qui était l'adaptation de la grenade standard à fragmentation d'infanterie et l'obus de 50 mm Type 89 qui avait un pouvoir explosif plus élevé.
La grenade type 91 pour être utilisée avec le lanceur devait être employé avec une charge propulsive et une fusée à retardement. Ce retardateur devait permettre à la grenade d'exploser en vol et non pas une fois tombée. Un ressort dans la fusée permettait d'obtenir un délai avant explosion de 7 à 8 secondes une fois la grenade tirée. En utilisant ce système, ces grenades pouvaient être lancée à travers la végétation dans la jungle ou bien à travers une ouverture sans crainte une explosion prématurée, si la grenade venait à frapper un objet sur sa trajectoire.
Le lanceur Type 89 pouvait aussi être utilisé comme un mortier standard tant par la manipulation que par la puissance de feu. Il pouvait ainsi tirer des obus Type 89 de 50 mm pesant, environ 900 g, explosifs, incendiaires ou fumigènes. L'obus Type 89 était constitué d'une fusée, d'un corps en forme d'ogive à base plate et d'une charge propulsive. L'obus peint en noir avait une bande jaune autour de sa partie centrale, et une autre rouge autour de la fusée.
La fusée était de type percutante équipée d'une goupille de sécurité. Elle s'armait automatiquement grâce au recul et à la force centrifuge au moment du tir. Le corps du projectile était fait en acier et contenait une charge offensive de 140 g. La charge propulsive était composée d'une amorce, d'un propergol solide le tout contenu dans une ceinture de rotation en cuivre. Cet assemblage était vissé au corps de l'obus.
Une fois que le percuteur venait frapper l'amorce, celle-ci enflammer la charge propulsive. Les gaz expensaient la ceinture de rotation en cuivre en la plaquant contre la paroi du canon et ses rayures qui engageaient la rotation du projectile. Assurant ainsi l'étanchéité, ces gaz étaient poussés vers le fond du canon propulsant le projectile.

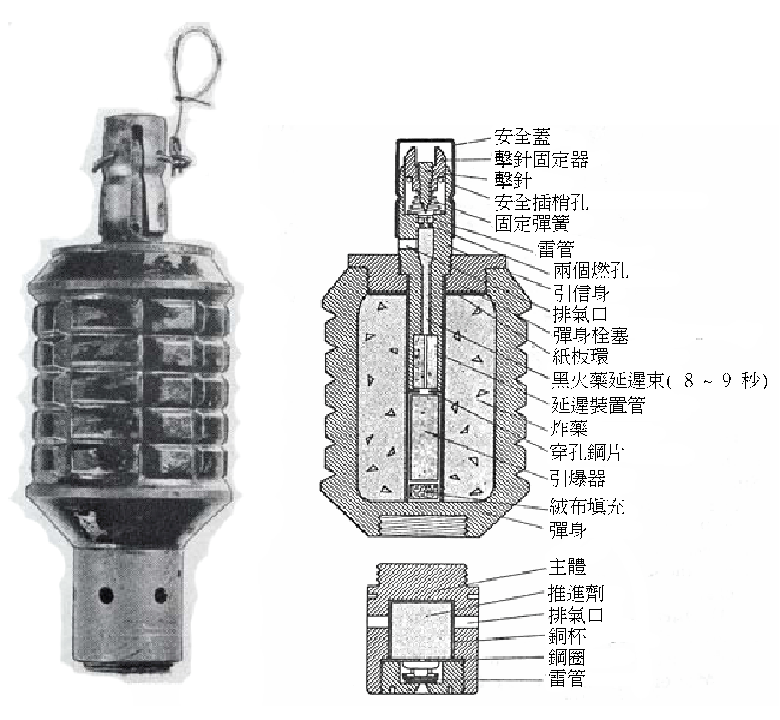
Grenade Type 91 avec charge propulsive
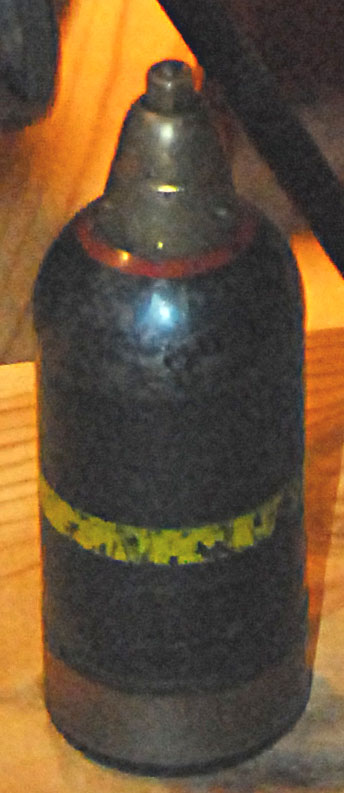
Obus explosif Type 89 de 50 mm

## Engagement
Le lance -grenade type 89 fut utilisé pour la première fois au combat durant la Seconde Guerre sino-japonaise et la bataille de Khalkhin Gol; Durant la Seconde Guerre mondiale, il fut utilisé sur tous les fronts de Birmanie, aux îles du Pacifique en passant par la Chine. Les forces aéroportées japonaises utilisaient des conteneurs spéciaux attachés à leurs harnais de parachute pour le transporter, les munitions étaient emmenées dans des sacoches de toile de 4 obus. Léger et d'un encombrement minimum, le Type 89 était en dotation standard dans les unités d'infanterie japonaise : un régiment de 3 843 soldats étaient pourvus de 108 type 89 soit environ 1 pièce pour 36 hommes En comparaison, un régiment n'était pourvu que de 112 mitrailleuses légères et 36 mitrailleuses lourdes.
Les soldats alliés apprirent rapidement à se mettre à couvert au son du pop émis par le Type 89 lorsqu'il tirait.L'appellation knee mortar (mortier de genou) donnée par les soldats américains est due à une erreur d'appréciation de la forme concave du socle de l'arme après une erreur de traduction des services de renseignement. En effet, les services secrets traduisirent le surnom Jambe Mortier donnée par les soldats japonais au lanceur en mortier de genou. Certain pensèrent donc que le tireur ayant un genou à terre, venait poser le lanceur sur sa cuisse à cause de sa forme. Tous les soldats qui ont essayé de tirer de cette façon ont été sérieusement contusionnés voir eurent des os brisés.
Après la Seconde Guerre mondiale, une copie du lance grenade Type 89 fabriqué à Demakijo, fut utilisé par l'Armée nationale indonésienne et certaines milices contre les forces néerlandaises durant la révolution nationale indonésienne.